# Роберт Тејлор (информатичар)
Роберт Вилијам Тејлор (енгл. Robert William Taylor), познат као Боб Тејлор (енгл. Bob Taylor; Далас, 10. фебруар 1932 — Вудсајд, 13. април 2017), био је амерички информатичар и пионир интернета, који је предводио тим који је дао примарни допринос развоју личног рачунара и других повезаних технологија. Био је директор ARPA-иног Уреда за технике за обраду информација од 1965. до 1969. године, оснивач а касније менаџер Зирокс PARC-ове Лабораторије за информатику од 1970. до 198. године, те оснивач и менаџер DEC-овог Системског истраживачког центра до 1996. године.
Пензионисао се 1996. године и живео у Вудсајду све до смрти, 13. априла 2017. године у својој кући. Његов син Курт је изјавио да је Боб боловао од Паркинсонове болести и других здравствених проблема. За живота је, између осталих, добио признања Национална медаља за технологију и иновације и Дрејперова награда.
Тејлор је познат по својој напредној визији из 2000. године: „Интернет није само технологија; ту се ради о комуникацији. Интернет повезује људе који имају заједничка интересовања, идеје и потребе, без обзира на место где се налазе.” Такође је исказао две бојазни по питању будућности интернета (везано за контролу и приступ): „Постоји много горих начина угрожавања већег броја људи на интернету него на ауто-путу. Људи могу генерисати мреже које се саме репродукују и које је веома тешко или немогуће угасити. Желим да свако има право да га користи, али мора да постоји неки начин за осигуравање одговорности. [...] Да ли ће бити бесплатно доступан свакоме? Ако не, то ће да буде велико разочарење.”